# 圍城13天：阿拉莫戰役
《圍城13天：阿拉莫戰役》（英語：The Alamo）是1836年德克薩斯尋求獨立與墨西哥發生的戰爭，德克薩斯州與墨西哥邊界軍事要塞阿拉莫有義勇軍187人，對抗墨西哥軍隊3000大軍攻城，在力守12天，於第13天城破；“圍”片男主角是影星丹尼斯奎德，此片是重拍1960年約翰·韋恩主演之經典作品《邊城英烈傳》。